# Stefan G. Rasmussen
Stefan G. Rasmussen (født 23. juli 1947 i Randers, Danmark) er uddannet som jagerpilot i Flyvevåbnet og gradueret fra Williams Air Force Base, Arizona i 1973 (Klasse 74-01). Han var endvidere luftkaptajn på SAS-flyet SK751 – en MD-81, med registreringen OY-KHO – som nødlandede på engen ved den svenske landsby Gottröra, nær Stockholm i Sverige. Han har siden 2006 været chauffør hos "Holger Danske Bustrafik".

## Ulykken med SAS SK751
Den 27. december 1991, lettede Stefan G. Rasmussen sammen med sin andenpilot, fra Stockholm Lufthavn Arlanda. Flyet var inden start ikke blevet afiset ordentlig, selvom Stefan G. Rasmussen havde forlangt dette, trods forsinkelse. Dette medførte at der satte sig is på flyets vinger. Under takeoff blev nogle af disse stykker is, slynget af vingen, og ramte motorerne, som på en MD-81 som Stefan G. Rasmussen fløj sad på agterkroppen, bag vingerne. Dette medførte at nogle af kompressorbladene på motorerne blev bøjet, og derved gjorde dem ude af stand til at suge nok luft ind i motorerne. Dette er i flykredse kendt som fænomenet compressor surge. For at undgå at de bøjede kompressorblade gør mere skade, slækker man på gassen til motorerne, og herved forhindres en farlig situation. SAS havde forinden installeret software i flyet, der gjorde at flyet ikke kunne gasses ned under en vis flyvehøjde, før systemet var slået fra. Dette tiltag skyldes at nogle piloter kan tage for meget gas af flyet under indflyvning, for at undgå for meget motorstøj i bebyggede områder. Dette var Stefan G. Rasmussen dog ikke blevet informeret om, og da han havde taget gassen af flyet, gassede flyet op af sig selv, og medførte at motorerne gik i stykker i en højde af ca. 1.000 meter. Flyet blev svævefløjet herfra, og landede på en sneklædt skoveng omgivet af træer. Stefan G. Rasmussen brugte træerne til at tage farten af flyet med, for at sikre en mere blød landing. Under forløbet, havde en anden luftkaptajn fra SAS, som var om bord på flyet som passager, tilsluttet sig Stefan G. Rasmussen og hans andenpilot og hjalp dem. Flyet brækkede i tre dele ved landingen. Der opstod ikke ild og alle 129 (6 af dem var besætningsmedlemmer) ombordværende overlevede nødlandingen. Stefan G. Rasmussen blev af offentligheden udråbt til helt og blev senere dekoreret med Ridderkorset af Dronning Margrethe den 2.

## Efter ulykken
Kaptajn Rasmussen har for sin professionalisme og usædvanlige nødlanding modtaget adskillige hædersbevisninger, såsom: Den Internationale Pilot Organisation, IATA's "Polaris Pris", Den Internationale Passager Organisation, IAPA's "Outstanding Service Award", Det anerkendte fagskrift, Aviation Week & Space Technologys "Laurals Award" og "Hall of Fame Recognition", og Den Svenske Konges Guldmedalje i Højblåt bånd. Stefan G. Rasmussen blev endvidere anerkendt som årsagen til at ingen døde under styrtet af National Geographic Channel programmet Undersøgelse af flystyrt. SAS, samt den manglede afisning - og et ikke publiceret styringssystem ATR - fik endvidere skylden for ulykken.
Stefan G. Rasmussen var konservativt medlem af Folketinget fra 1994 til 1996 men måtte ophøre sit medlemskab grundet en kraftig Tinnitus, han havde fået efter nødlandingen med SAS-flyet. I perioden 2000 og frem til 2005 var Stefan G. Rasmussen medlem af byrådet i Frederikssund. Han har udgivet bogen "Det gælder dit liv!" (ISBN 978-87-88165-94-4) og har i mange år været en aktiv foredragsholder i både Danmark og udlandet. I 2021 udgav han bogen "Du ska' ikk' spørge mig" (ISBN 978-87-972756-1-0) ved samme lejlighed blev bogen "Det gælder dit liv!" genudgivet i en ny udgave (ISBN 978-87-972756-0-3)
Stefan G. Rasmussen blev som følge af efterspillet fra ulykken diagnosticeret med PTSD.
I 2005 genoptog Stefan G. Rasmussen aktivt musikken som hovedbeskæftigelse, og han har siden da udgivet en del numre i genren Lounge Jazz: I 2011, "All of Me… A'live!" (UPC 5710261010209), i 2012, "Lazy Times…" (UPC 5710261030931), i 2017, "Fly Us to the Moon..." (UPC 7071245394073), i 2018, "Let Me Sing for Evermore...", (UPC 7071245603205), i 2021, "Just for You, Vol. 1", (UPC 196006665821), og "Just for You, Vol. 2", (UPC 196006664282).